# 2111 Tselina
2111 Tselina este un asteroid din centura principală, descoperit pe 13 iunie 1969, de Tamara Smirnova.